# Casa groga (Arle)
La Casa Groga és el nom d'una pintura a l'oli del pintor neerlandès Vincent Van Gogh, de setembre de 1888, actualment exposada al Museu Van Gogh d'Amsterdam.
La pintura mostra una casa de la plaça de Lamartine, a Arle, França, on Van Gogh va llogar-hi l'1 de maig de 1888 quatre habitacions, dues a la planta baixa per a fer de taller i cuina i, al primer pis, dues de més petites per a dormir. La finestra del primer pis, a la cantonada de l'edifici, fou destinada al seu amic, Paul Gauguin, que hi va viure nou setmanes des del 23 d'octubre de 1888.
L'edifici fou afectat de diverses reconstruccions, abans de ser greument malmès pels bombardejos aliats el 25 de juny de 1944, i posteriorment fou enderrocat.
L'interior de la casa va ser retratat en El dormitori de Van Gogh a Arle per Vincent, mentre que l'extrem esquerre del llenç és el cafè de la casa en què en diverses ocasions també pinta: Terrassa de cafè a la nit.